# Xã Gatewood, Quận Ripley, Missouri
Xã Gatewood (tiếng Anh: Gatewood Township) là một xã thuộc quận Ripley, tiểu bang Missouri, Hoa Kỳ. Năm 2010, dân số của xã này là 394 người.